# Davey Moore (pugile 1959)
Davey Moore (New York, 9 giugno 1959 – Holmdel, 1º giugno 1988) è stato un pugile statunitense, omonimo del pugile Davey Moore attivo negli anni 1960 del XX secolo. Per una strana coincidenza morirono entrambi intorno all'età di trent'anni anche se uno per un incidente domestico e l'altro per i colpi presi nell'ultimo incontro disputato. Egli nacque nel distretto del Bronx a New York, nel periodo in cui il suo omonimo deteneva la corona mondiale dei pesi piuma. Come pugile ascese in fretta le classifiche dei pesi superwelter, forse troppo in fretta, secondo alcuni scrittori e critici di pugilato.

## Biografia
Dopo aver vinto otto incontri da professionista, cinque per knockout, la WBA lo dichiarò primo sfidante, e nel febbraio 1982, si recò in Giappone dove batté per KO il detentore del titolo, il giapponese Tadashi Mihara, in sei riprese, vincendo il titolo mondiale della WBA per i pesi superwelter. 
Nell'aprile dello stesso anno lo difese contro Charlie Weir, sconfiggendo l'avversario per KO al quinto round, e nel mese di luglio l'ex campione Ayub Kalule, in dieci riprese.
Moore iniziò il 1983 battendo lo sfidante Gary Guiden, ancora per knockout in quattro riprese. Avrebbe dovuto disputare un combattimento contro Tony Ayala jr, ma Ayala venne condannato a 35 anni di carcere per furto e stupro, e l'incontro saltò. Successivamente difese il titolo contro l'ex due volte campione del mondo Roberto Durán. Moore era forse troppo sicuro di sé, contro un invecchiato Mani di pietra Duran, ma l'esperienza si dimostrò la chiave di volta dell'incontro e un martellante Duran chiuse un occhio di Moore e lo batté in otto riprese al Madison Square Garden. Moore vinse poi i due successivi incontri, il primo a Monte Carlo contro Wilfred Benítez, ma successivamente venne squalificato al nono round contro Louis Acaries a Parigi. Nel 1985 vinse un altro incontro e venne designato per sfidare Carlos Santos per il titolo IBF dei superwelter. L'incontro non si concretizzò, ma alla fine riuscì a combattere per il titolo IBF, sfidando Buster Drayton nel mese di agosto 1986. Moore perse per KO tecnico alla decima ripresa e dopo questo incontro combatté soltanto altre cinque volte vincendo tre incontri e perdendone due.

## Morte
La mattina del 1º giugno 1988, Moore stava uscendo di casa; scese dalla sua auto per aprire il portone del garage ma l'auto sbandò all'indietro, inchiodandolo contro la porta del suo garage uccidendolo sul colpo.

## Carriera da dilettante
Davey Moore vinse cinque New York Golden Gloves Championships; nel 1976 il campionato novizi e negli anni 1977, 1978 e 1979 l'Open Championships. Venne sconfitto nel 1980 da Pedro Vilella vincitore di tre New York Golden Gloves Championships. Moore si allenò al Morrisania Youth Center al Bronx, New York avendo come maestro Leon Washington un ex peso medio professionista.